# Darren Aronofsky
Darren Aronofsky, ameriški filmski režiser in scenarist, * 12. februar 1969, Brooklyn, New York. 

## Življenje
Po srednji šoli je Aronofsky obiskoval Univerzo Harvard, kjer je študiral film in animacijo. Leta 1996, pet let po zaključku študija, se je lotil konceptualizacije svojega prvega celovečernega filma π. Film je imel premiero leta 1998 in Aronofsky je z njim istega leta na Sundance festivalu osvojil nagrado za najboljšega režiserja. 
Leta 2000 je sledil film Rekvijem za sanje, njegov dokončen prodor, z večjim proračunom in s širokim odobravanjem filmskih kritikov. V letu 2006 je izšel njegov film, The Fountain.

## Delo
Aronofskyjev zaščitni znak je »hip-hop montaža«. Pri tem se na hitro nanizajo (ponavljajoče se) slike oziroma dejanja, ob spremljavi ustrezne zvočne podlage. Kar je bilo razvidno v filmu Rekvijem za sanje, a je ta način nato omilil ali celo opustil v naslednjih filmih.